# Friedrich Otto Schott
Friedrich Otto Schott (Witten, 17 de diciembre de 1851 - Jena, 27 de agosto de 1935) fue un químico alemán conocido por ser el inventor del vidrio de borosilicato.

## Vida
Su padre fue Simon Schott, fabricante de vidrio para ventanas. Desde 1870 hasta 1873, F. O. Schott estudió tecnología química en la Universidad Técnica de Aquisgrán y en las universidades de Wurzburgo y de Leipzig, doctorándose en la Universidad Friedrich Schiller de Jena con la tesis "Contribuciones a la teoría y práctica de la fabricación del vidrio".
De nuevo en su tierra hizo experimentos en la casa de sus padres, donde en 1879 desarrolló una nueva clase de vidrio con Litio. Para ello tuvo antes que alcanzar una homogeneidad que permitiera mediciones espectrométricas. A continuación desarrolló, hasta 1884, vidrios con propiedades ópticas totalmente novedosas. Simultáneamente, en la fábrica de láminas de vidrio de Witten empezó a producir cubreobjetos para muestras microscópicas. Así rompió el monopolio que hasta entonces habían ostentado los ingleses en el campo, y de hecho el coste de producción de sus cubreobjetos resultó aproximadamente un 20 % más barato.
Schott envió una muestra de su vidrio de litio al físico Ernst Abbe. El intercambio subsiguiente de correspondencia científico-profesional llevó finalmente a Schott a Jena, en 1882. Allí fundó junto con Abbe, Carl Zeiss y Roderich Zeiss -hijo del anterior- en 1884 un Laboratorio Técnico del Vidrio, después Fábrica de Vidrio de Jena, Schott y Asociados.
Inicialmente restringida a la fusión de vidrios ópticos y termométricos, la empresa amplió rápidamente su gama de productos gracias al descubrimiento del vidrio de borosilicato en 1887. Este tipo de vidrio se distingue por su resistencia a las altas temperaturas, por su elevada tolerancia al choque térmico y por su resistencia a la degradación química: también se le ha llamado vidrio de Jena.
Como consecuencia del crecimiento, sólo en el mencionado año la empresa empezó a ser rentable. La producción en masa de vidrio para iluminación resistente al calor (cilindros para iluminación de gas, para lámparas de gas y petróleo) asentó el éxito comercial de la empresa. De este último tipo, al llegar a 1909 se habían vendido más de 30 millones de piezas.
Las mejoras conseguidas por él en los vidrios ópticos permitieron el desarrollo de microscopios y telescopios de mejores prestaciones. También tuvo éxito en producir diversos vidrios con constantes ópticas finamente graduadas y nuevos tipos de vidrio. Por sus extraordinarias contribuciones fue nombrado en 1905 doctor honoris causa por la Escuela Técnica Superior de Dresde.
Para 1909 la empresa contaba con 1090 trabajadores. En 1919 cedió sus acciones de la fábrica a la Fundación Carl Zeiss. Schott siguió trabajando hasta 1926 como “administrativo” de la fábrica y miembro de su consejo de administración.

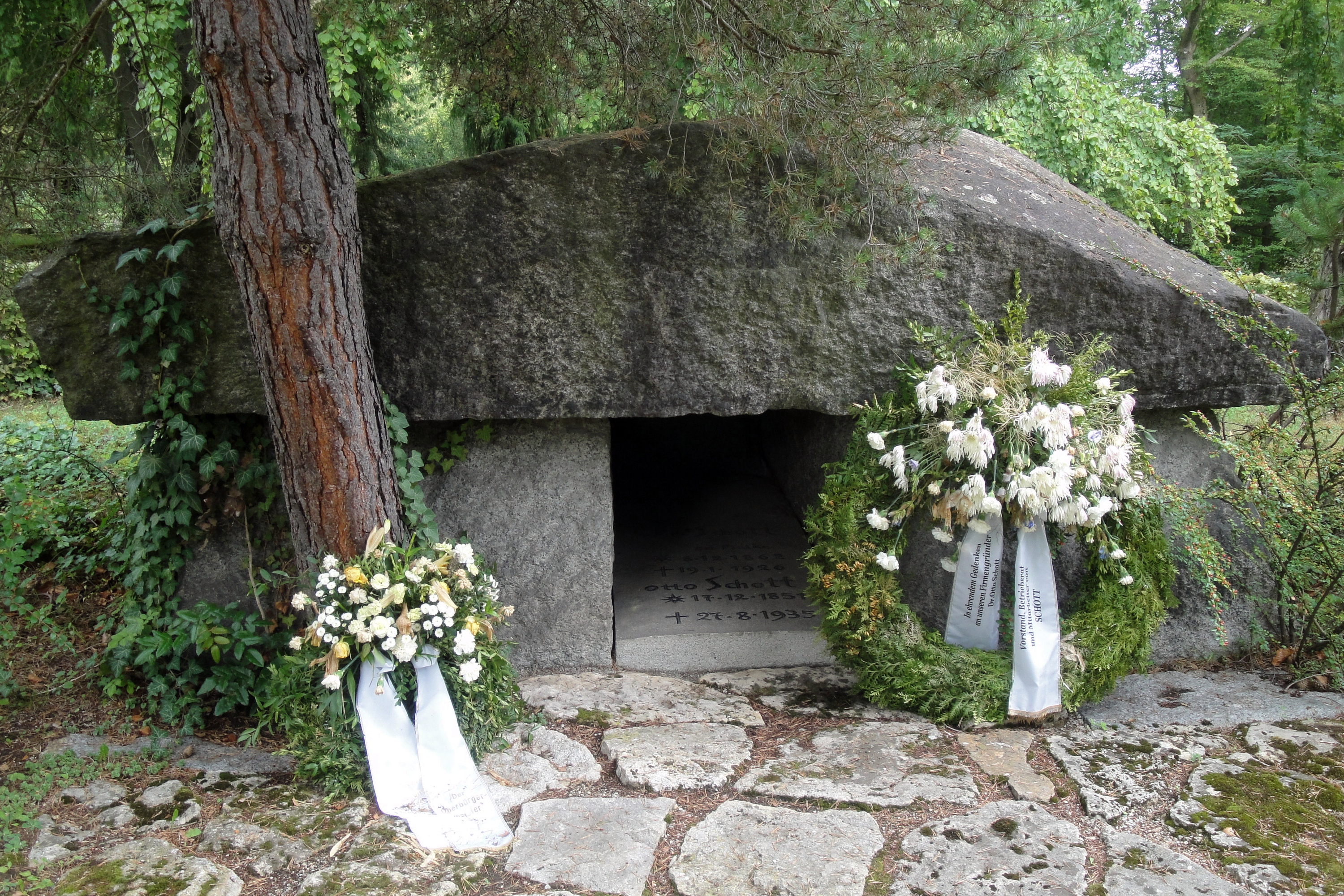
Tumba en Jena.

Puede verse el trabajo de Schott en el Museo de la óptica de Jena y en el museo Schott del vidrio de la misma ciudad. Su tumba se encuentra en el cementerio del norte de Jena (Feld 14).

## Obras selectas
- Beiträge zur Theorie und Praxis der Glasfabrikation, Tesis doctoral, Jena 1875.
- Der Briefwechsel zwischen Otto Schott und Ernst Abbe über das optische Glas, 1879 - 1881, (Bearbeitet von Herbert Kühnert), Veröffentlichungen der Thüringischen Historischen Kommission, Band 2, Jena 1946.